# Jan Nepomuk Neumann
Svatý Jan Nepomuk (též Nepomucký) Neumann CSsR (28. března 1811, Prachatice – 5. ledna 1860, Filadelfie) byl katolický misionář, redemptorista, čtvrtý biskup Filadelfie (1852–1860). Pocházel ze smíšené německo-české rodiny z jihočeských Prachatic.
Byl kanonizován v roce 1977, po Alžbětě Anně Setonové druhý světec z USA. Je jediným mužským občanem USA, který byl prohlášen za svatého. Jako svatý bývá označován i jako Jan Prachatický.

## Život
Narodil se ve smíšené rodině, jeho otec Filip Neumann pocházel z Bavorska a byl punčochář, matka Agnes byla dcera tesaře Georga (Jiřího) Lebische. Rodina byla velmi zbožná a poměrně dobře situovaná, protože v Janově rodném domě měl jeho otec celou dílnu, malou manufakturu, kde zaměstnával několik punčochářských tovaryšů. 
Jan byl nejstarším synem. Měl dvě starší sestry Kateřinu a Veroniku, dvě mladší sestry Alosii a Janu a mladšího bratra Václava. V rodných Prachaticích navštěvoval městskou školu. V letech 1823–1833 studoval v Českých Budějovicích. Nejprve piaristické gymnázium (1823–1829), filosofické lyceum vedené vyšebrodskými cisterciáky (1829–1831) a poté teologii v biskupském kněžském semináři (1831–1833). Až během studií v Českých Budějovicích se pořádně naučil česky, protože jeho rodné Prachatice byly v té době většinově německé a jeho rodina používala i doma němčinu. Právě ve druhém roce teologických studií, tj. ve školním roce 1832–1833 se rozhodl pro odchod na misie spolu se svým spolužákem Vojtěchem Šmídem. Později se k tomuto záměru přihlásil ještě další spolužák Jan Šavel. K misionářskému povolání jej inspirovala jednak četba tištěného časopisu Leopoldinské nadace (Leopoldinenstiftung, založené roku 1829 ve Vídni na podporu severoamerických misií), a také výklady listů sv. Pavla rektorem kněžského semináře Janem Körnerem. 
Již od gymnaziálních let se Jan učil jazyky, pro které měl přirozené nadání. Vedle rodné němčiny, češtiny a biblických jazyků (latiny, řečtiny, hebrejštiny) již uměl také francouzsky a italsky. Potřeboval se však naučit ještě angličtinu, a tak požádal svého biskupa Arnošta Konstantina Růžičku, aby mohl pokračovat ve studiích na univerzitě v Praze, kde se hodlal tento jazyk naučit. Biskup souhlasil, a tak Neumann třetí a čtvrtý ročník teologických studií, tj. roky 1833–1835, strávil v Praze. Po skončení studií v létě 1835 očekával brzké vysvěcení na kněze, avšak nejen pro Neumanna, ale také pro všechny jeho spolužáky zatím nebylo místo v duchovní správě diecéze – kněží bylo dostatek a muselo se počkat, až se nějaké pro končící seminaristy uvolní. Svěcení bylo odloženo a Neumann odjel do rodných Prachatic, kde čekal na vývoj situace. 
Na počátku února 1836 opustil rodné Prachatice a po krátké zastávce v Budějovicích, kde si vyzvedl potřebné dokumenty, se přes Linec, Mnichov a Štrasburk dostal do Le Havru, kde 20. dubna 1836 nastoupil na loď a 1. června přistál v New Yorku. Jelikož diecéze měla nedostatek kněží a obzvlášť silný byl nedostatek německojazyčných kněží (v diecézi byli pouze 3 němečtí kněží, zatímco 31 kněží bylo irské národnosti), již 25. června jej biskup Dubois vysvětil na kněze a Neumann odešel jako farář do Williamsville blízko Niagarských vodopádů. Dostavěl místní kostel, založil školu a obcházel farnost o rozloze téměř 1500 km², kde žilo i mnoho německých a italských přistěhovalců.
Roku 1840 se vyčerpáním zhroutil a byl převezen do kláštera redemptoristů v Pittsburghu. Po noviciátu byl roku 1842 přijat do řádu v Baltimore v Marylandu, 1844 se stal představeným domu a roku 1847 celé řádové provincie. Neustále cestoval, zakládal školy a kostely a roku 1851 se stal farářem v Baltimore, kde žilo mnoho imigrantů. Napsal a vydal dva katechismy a biblickou dějepravu. Když roku 1852 zemřel biskup ve Filadelfii, navrhl baltimorský arcibiskup Neumanna na toto místo a ten byl 28. března 1852 vysvěcen na biskupa. Za osm let svého působení založil téměř sto škol a přes 80 kostelů, reformoval kněžský seminář a velmi podporoval i jiné řády, které tam tehdy působily. V roce 1854 se vydal do Říma na slavnostní kongregaci a byl přijat v osobní audienci papežem. Na zpáteční cestě se zastavil v rodných Prachaticích a i když cestu tajil, obyvatelé města mu přichystali slavné přijetí, o němž je český záznam v tamní matrice. Po návratu do USA se dále věnoval své práci a 5. ledna 1860 ve věku 48 let se na ulici zhroutil a zemřel.

## Sourozenci
- Johana Neumannová – byla jednou z prvních českých boromejek a zakladatelkou kláštera Neumanneum v rodných Prachaticích.
- Katharina – provdána 22. července 1834 za zámečníka Mathiase Bergera, jenž byl o 21 let starší. Žili v domě č.p. 24 v Prachaticích. Dospělosti se dožil syn Johann (1839–1884), který následoval svého strýce Jana Nepomuka Neumanna do USA. Katharina zemřela v roce 1889 v klášteře, který vznikl z jejího rodného domu.
- Veronika (* 3. února 1809, Prachatice) – provdána v roce 1829 za řezníka Antona Kandla, který byl podruhé vdovcem, a žil v domě Neumannových. Později se Veronika s manželem přestěhovala do domu čp. 50 na Velkém náměstí v Prachaticích. Zemřela na choleru.
- Aloisie (13. května 1815 – 26. července 1866) – bezdětná, žila s rodiči
- Václav – vyučil se punčochářem a odjel do Ameriky.

## Posmrtné pocty

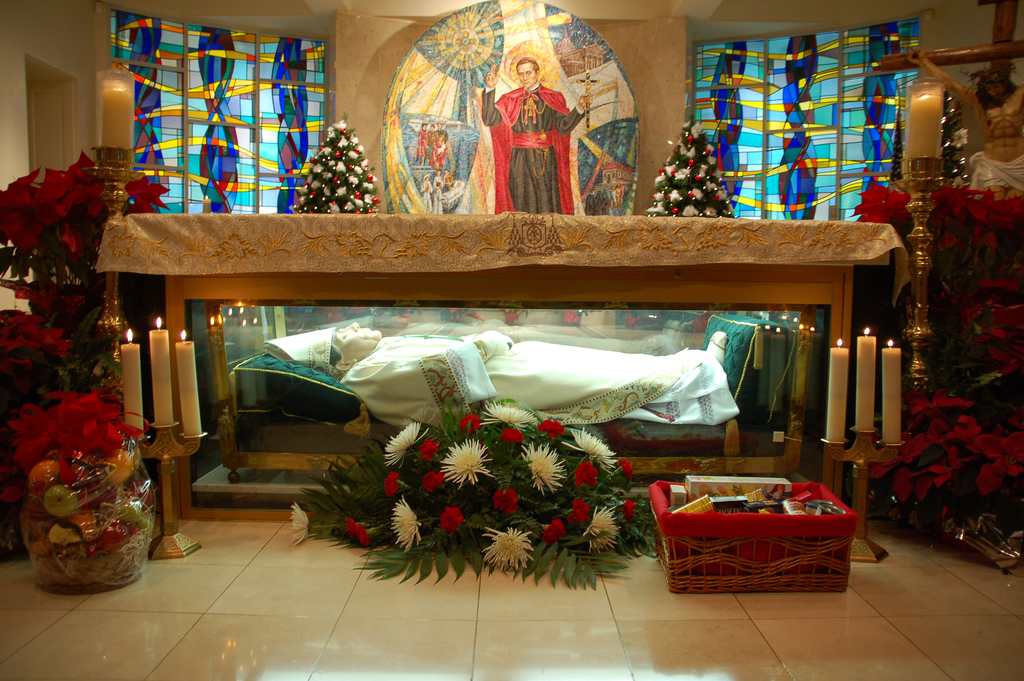
Neumannovy ostatky v Národní svatyni

Už v roce 1886 byl zahájen proces svatořečení, roku 1963 byl prohlášen za blahoslaveného a v roce 1977 za svatého. Katolická církev slaví jeho svátek 19. června. Ctěn je zejména v USA, České republice, Německu a Rakousku.
Je mu zasvěcena řada kostelů a kaplí, převážně v USA. Je pohřben v kryptě National shrine, velkého kostela ve Filadelfii, kde působil a kde je i malé Neumannovo muzeum. Je po něm pojmenována řada institucí, v České republice například Biskupské gymnázium J. N. Neumanna (České Budějovice) či Hospic sv. Jana N. Neumanna (Prachatice), v USA Sts. John Neumann and Maria Goretti High School nebo Neumann University ve Filadelfii. Rok 2011 vyhlásili američtí redemptoristé za „Rok J. Neumanna“ a oslavy se konaly i v Prachaticích.

## Galerie

### Příbuzní svatého Jana Nepomuka Neumanna

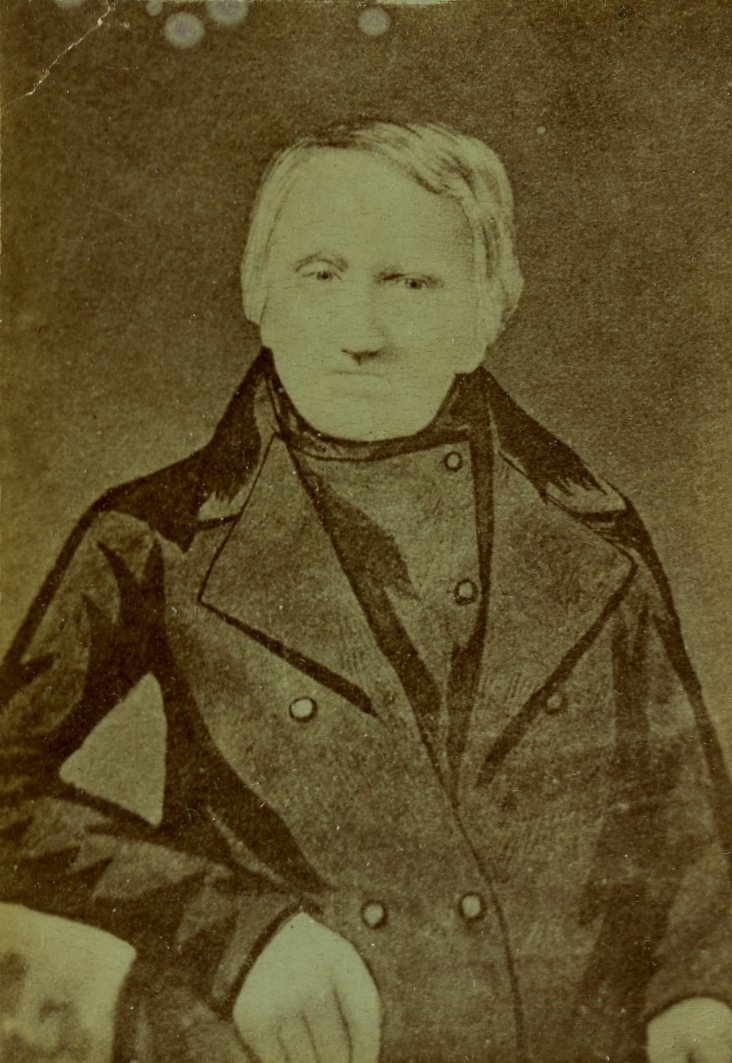
Otec sv. Jana Nepomuka Neumanna – Filip Neumann.
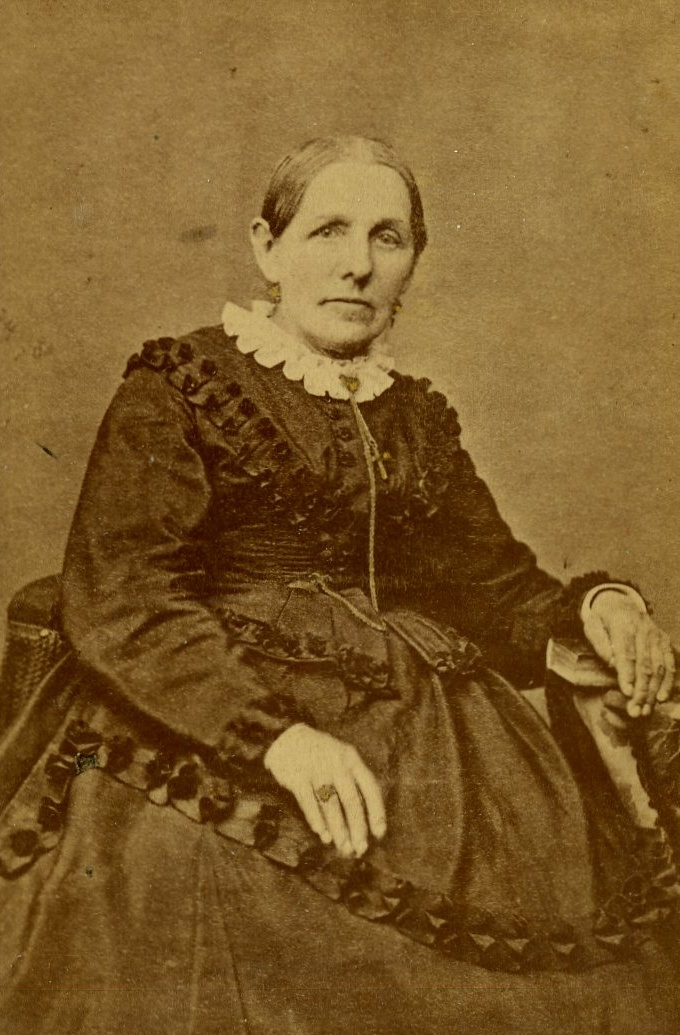
Matka svatého Jana Nepomuka Neumanna – Anežka Lepší (Lebischová).
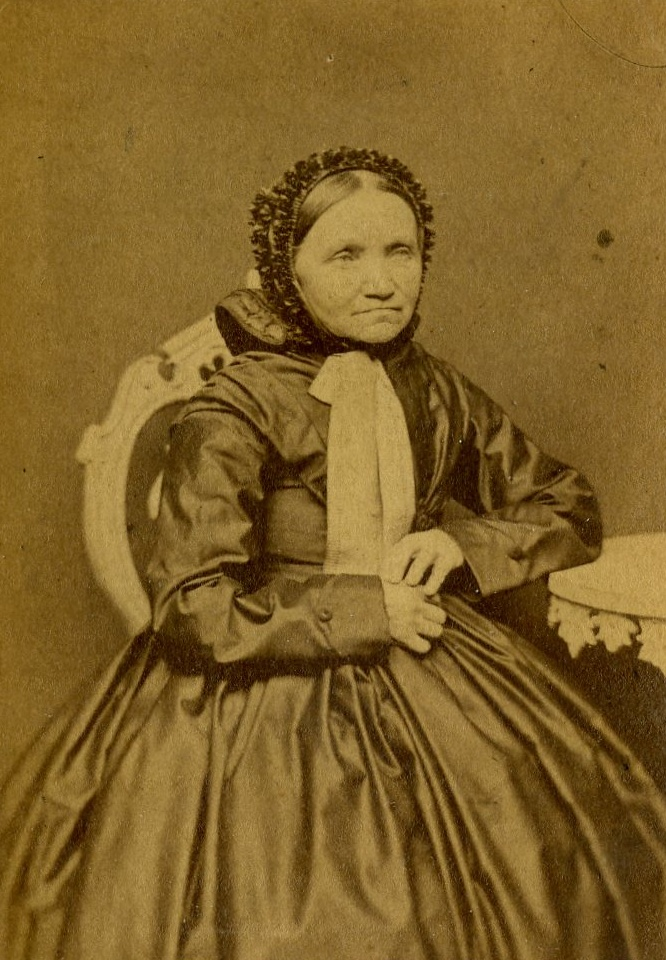
Nejstarší sestra Kateřina Bergerová (její syn také přijel za sv. Janem do Ameriky).
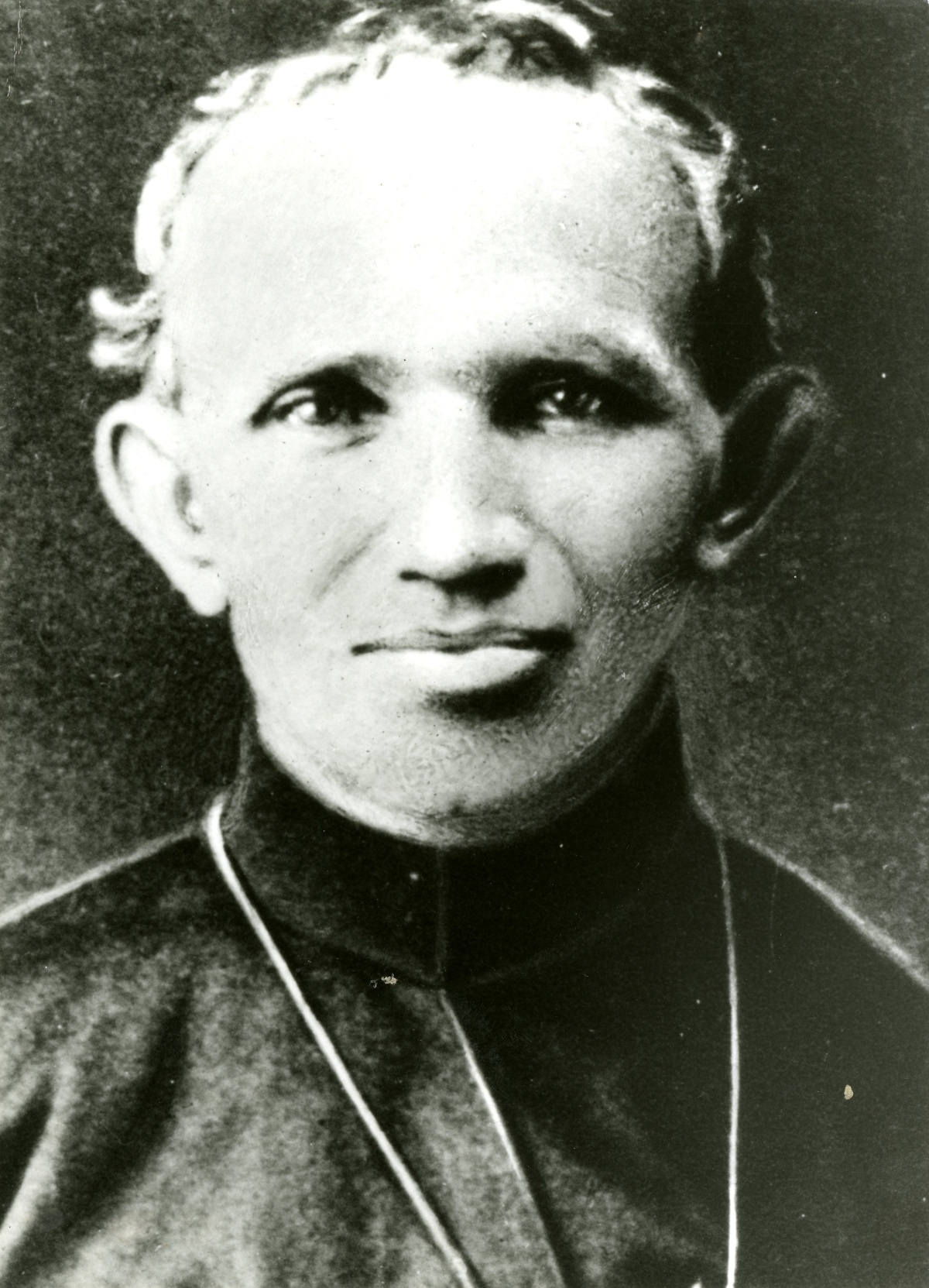
Bratr Václav, který přijel za sv. Janem do Ameriky a stal se také redemptoristou.

### Jan Nepomuk Neumann v dokumentech

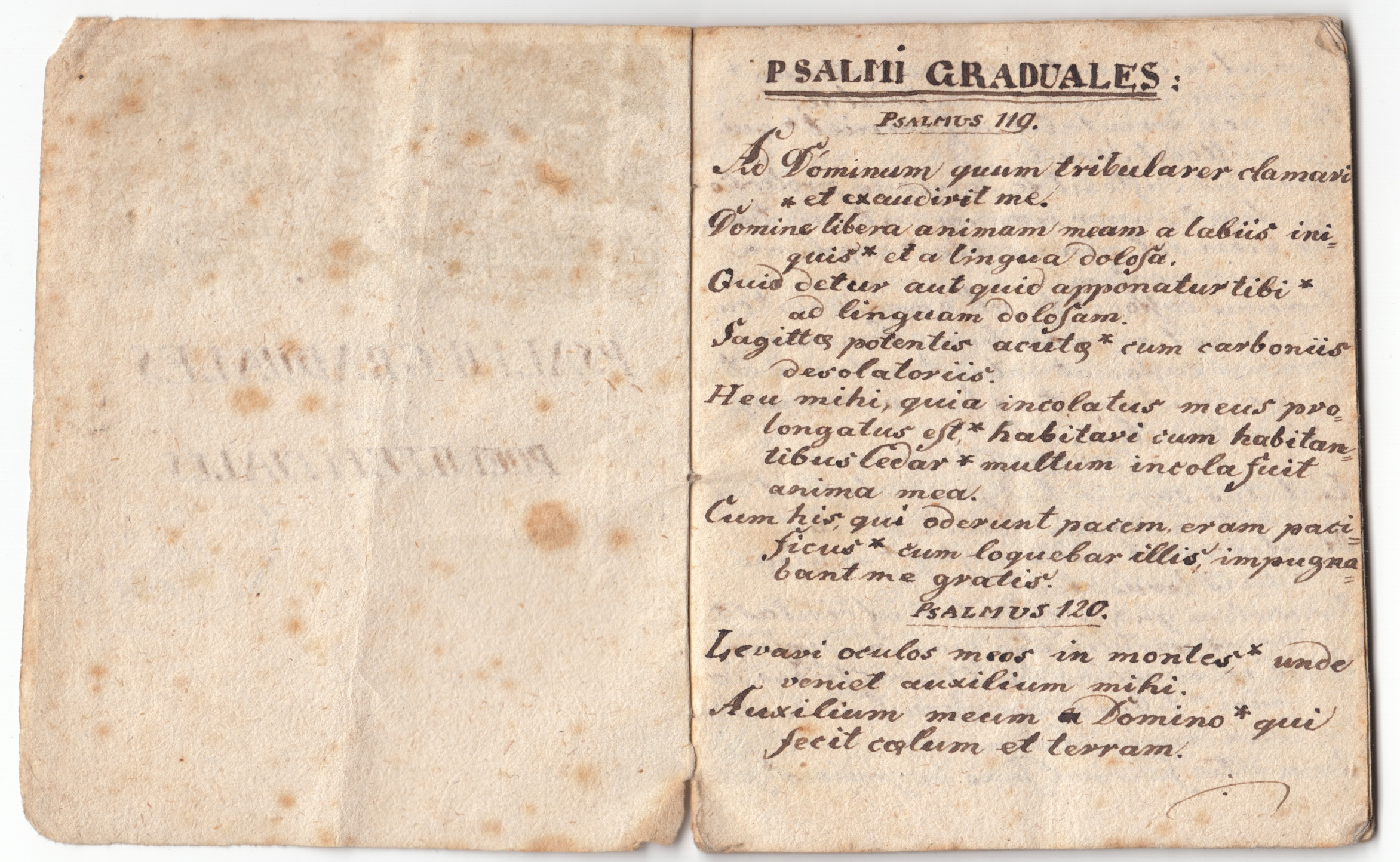
Sešitek žalmů psaný sv. Janem Nep. Neumannem, 1832.
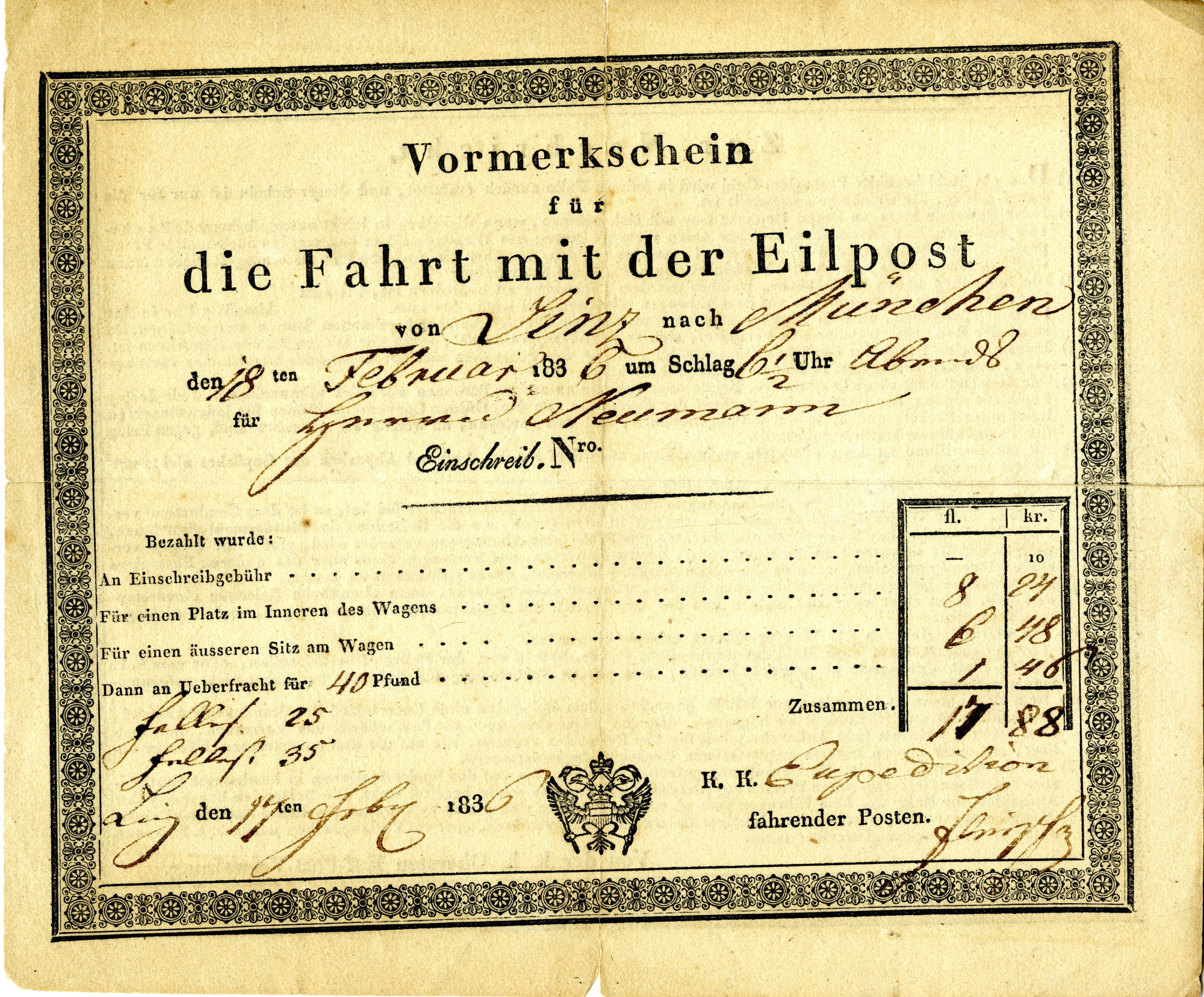
Přednostní objednávka jízdenky se spěšnou poštou Jana Neumanna cestou do Ameriky z 18. února 1836.
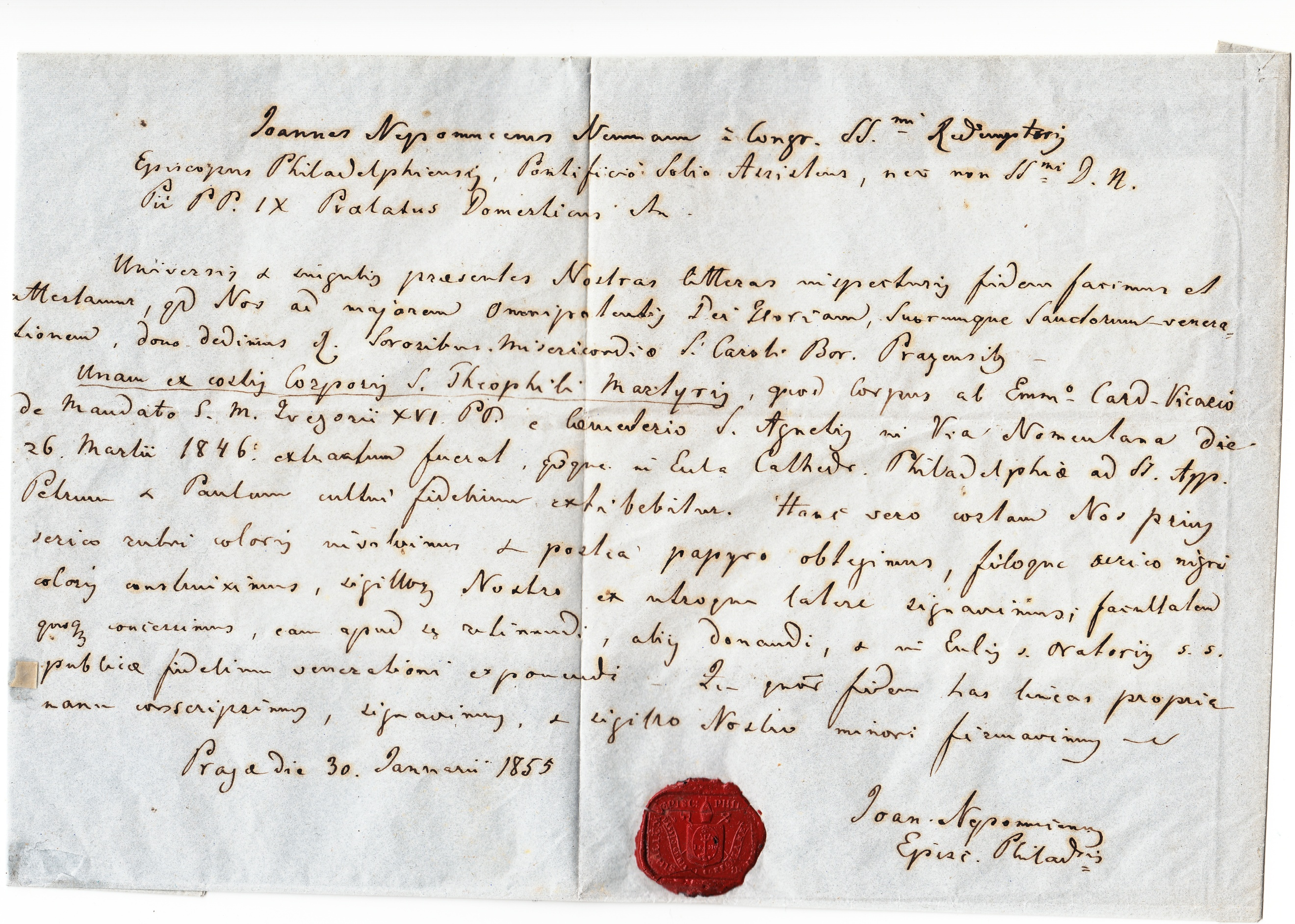
Dopis psaný sv. Janem Nep. Neumannem, opatřený biskupskou pečetí, 1855.
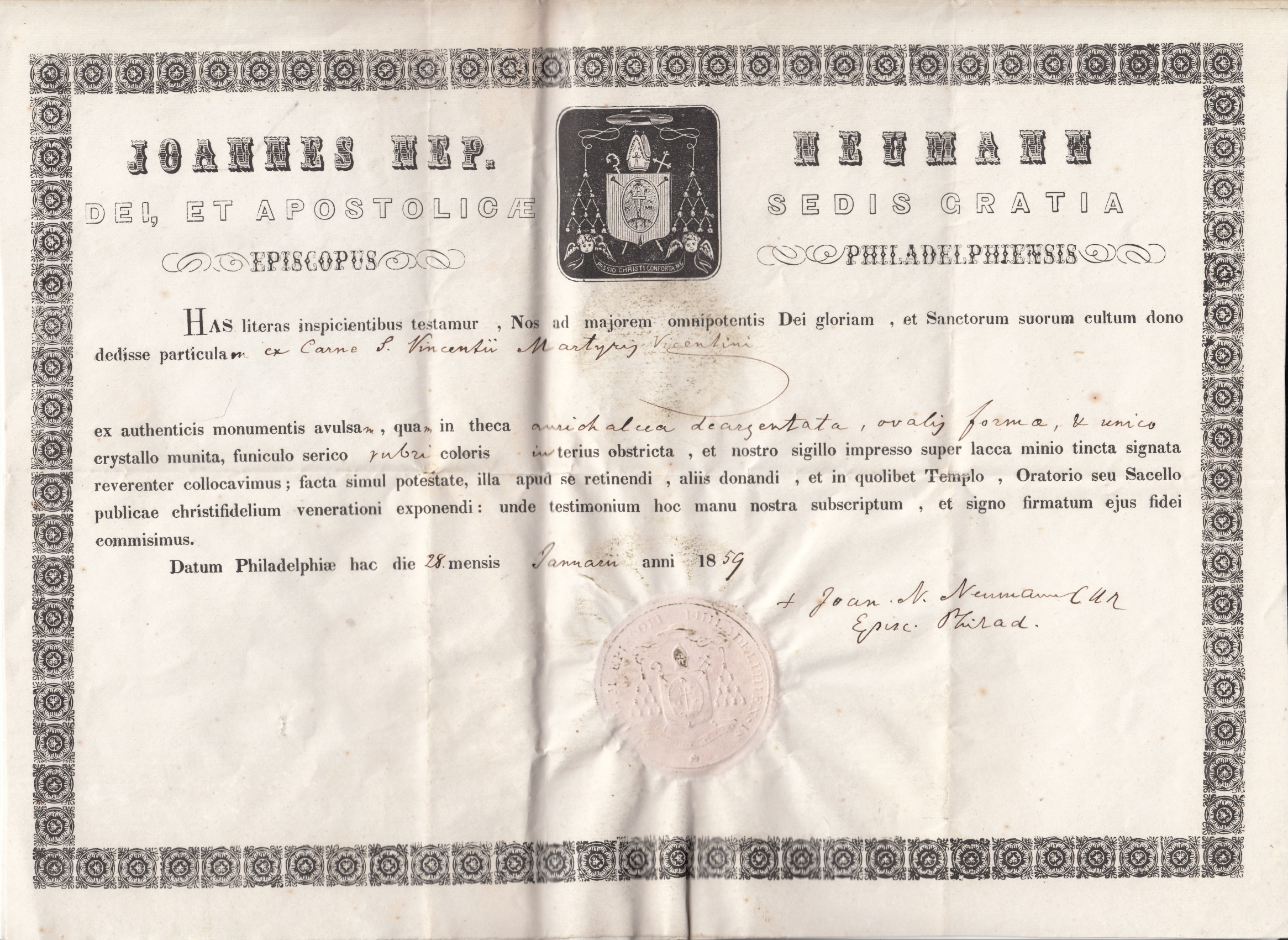
Potvrzení o pravosti ostatků sv. Vincence podepsané sv. Janem Nep. Neumannem, 1859.

### Jan Nepomuk Neumann a Prachatice

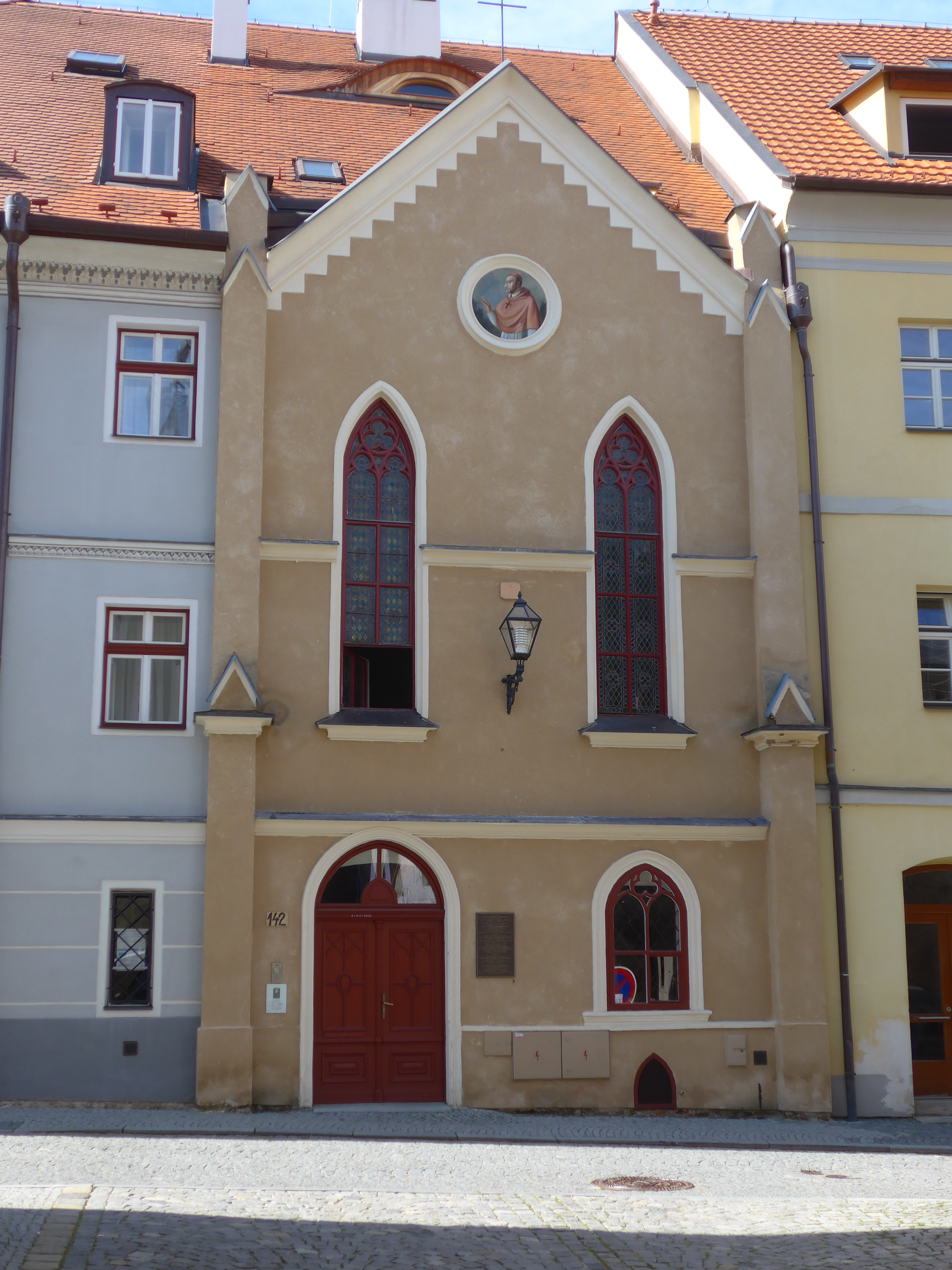
Rodný dům Jana Nepomuka Neumanna
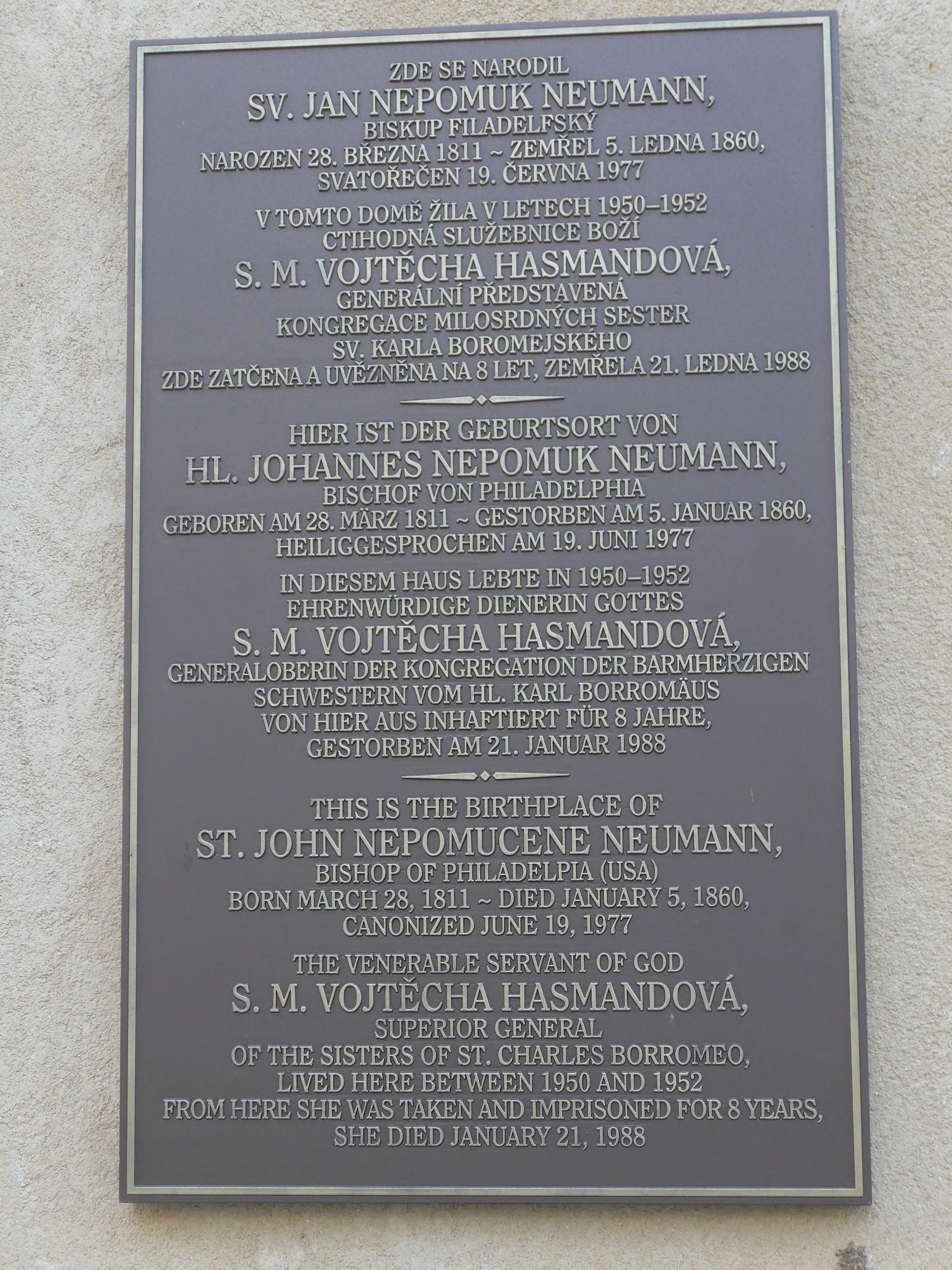
Pamětní deska na rodném domě
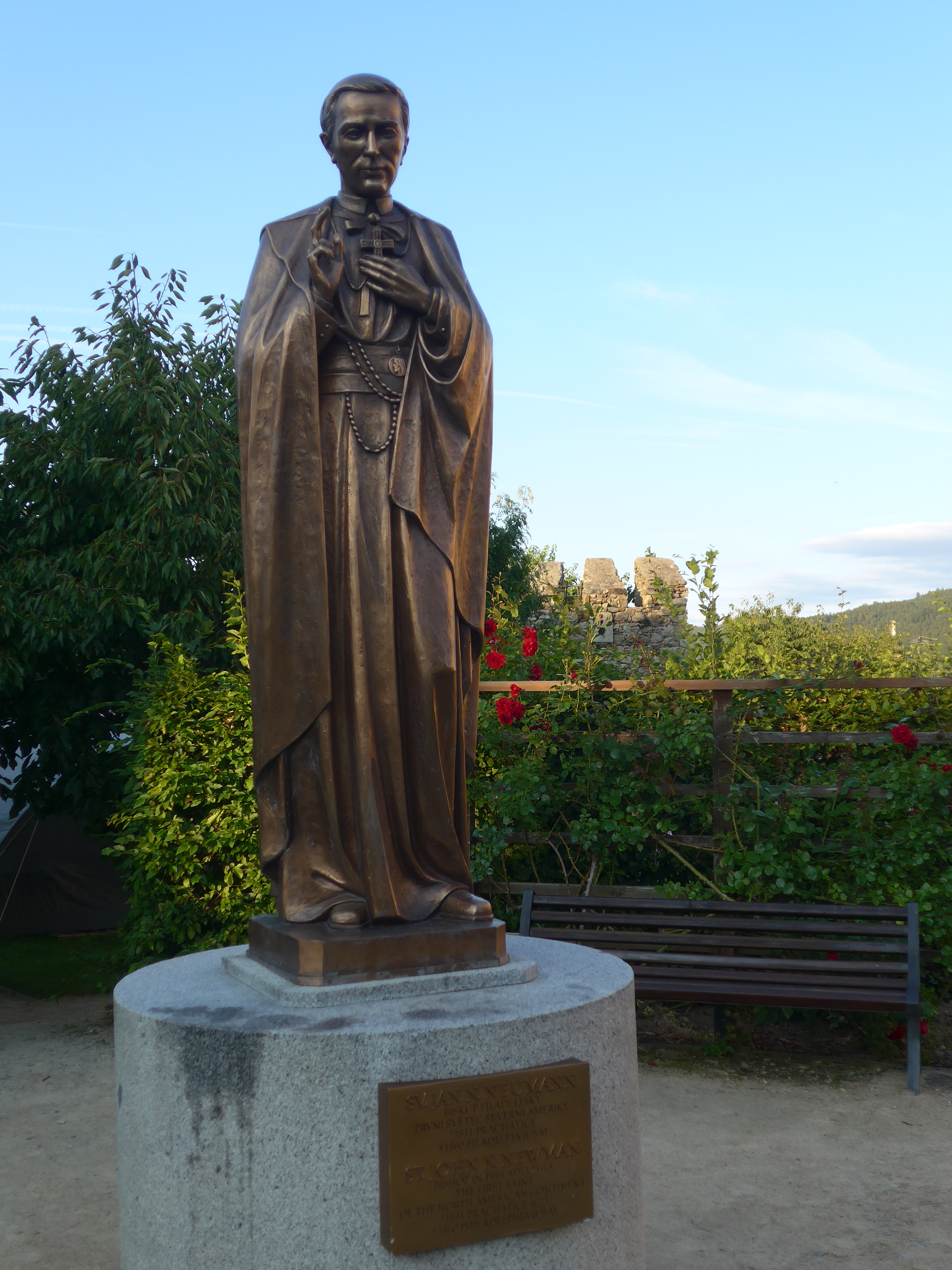
Pomník J.N. Neumanna v Prachaticích

### Prachatický hřbitov

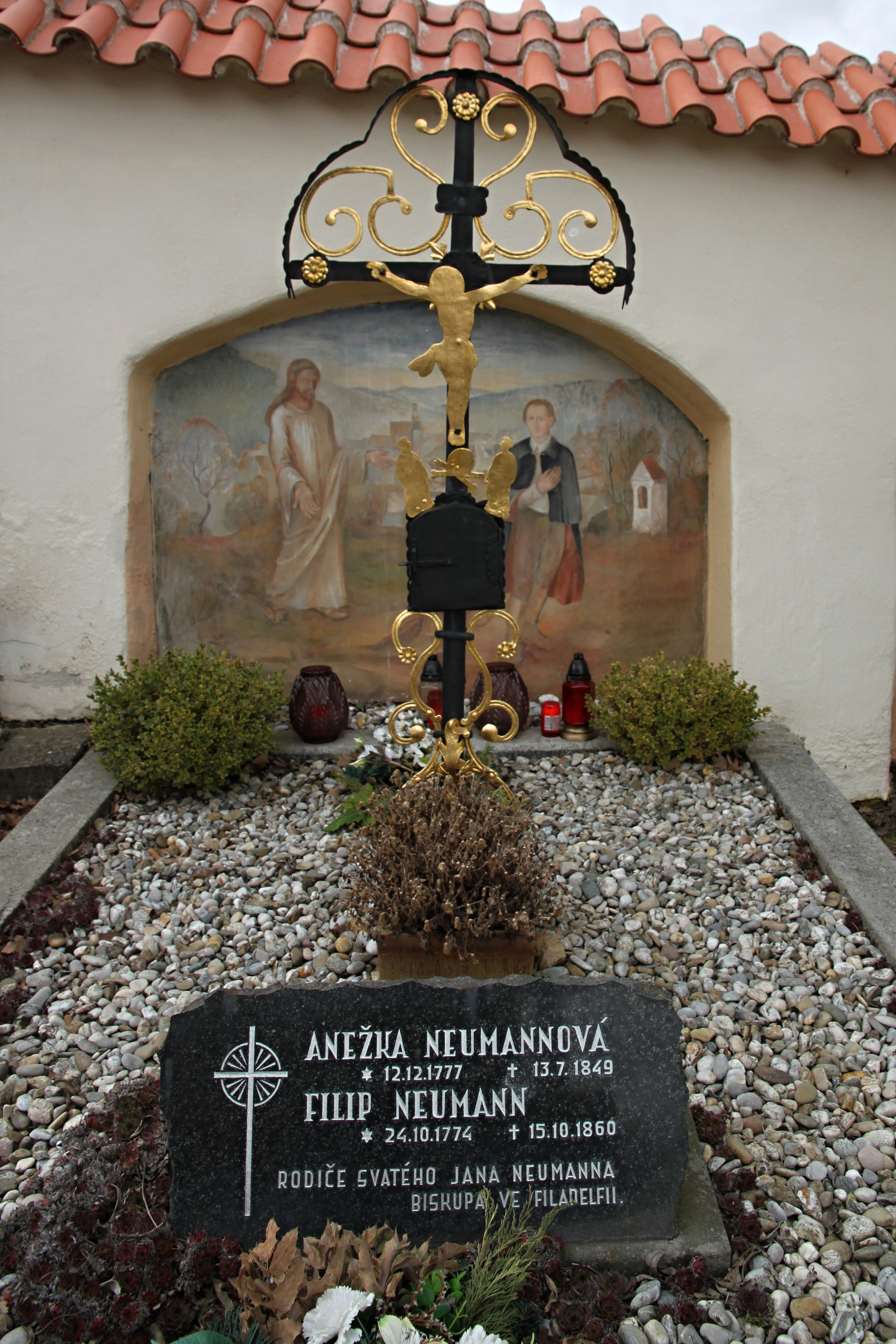
Hrob rodičů sv. J. N. Neumanna v Prachaticích
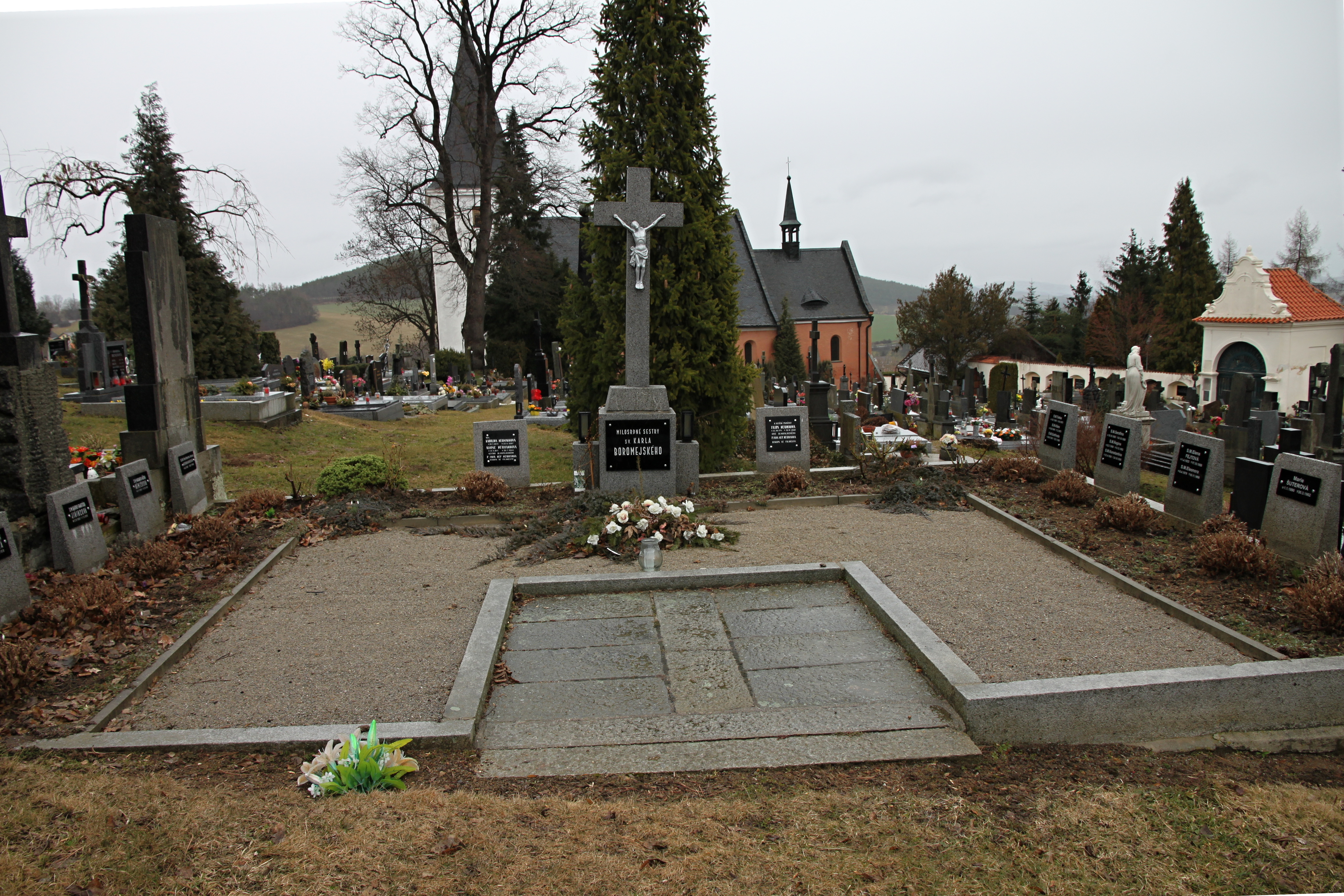
Hrob Boromejek v Prachaticích
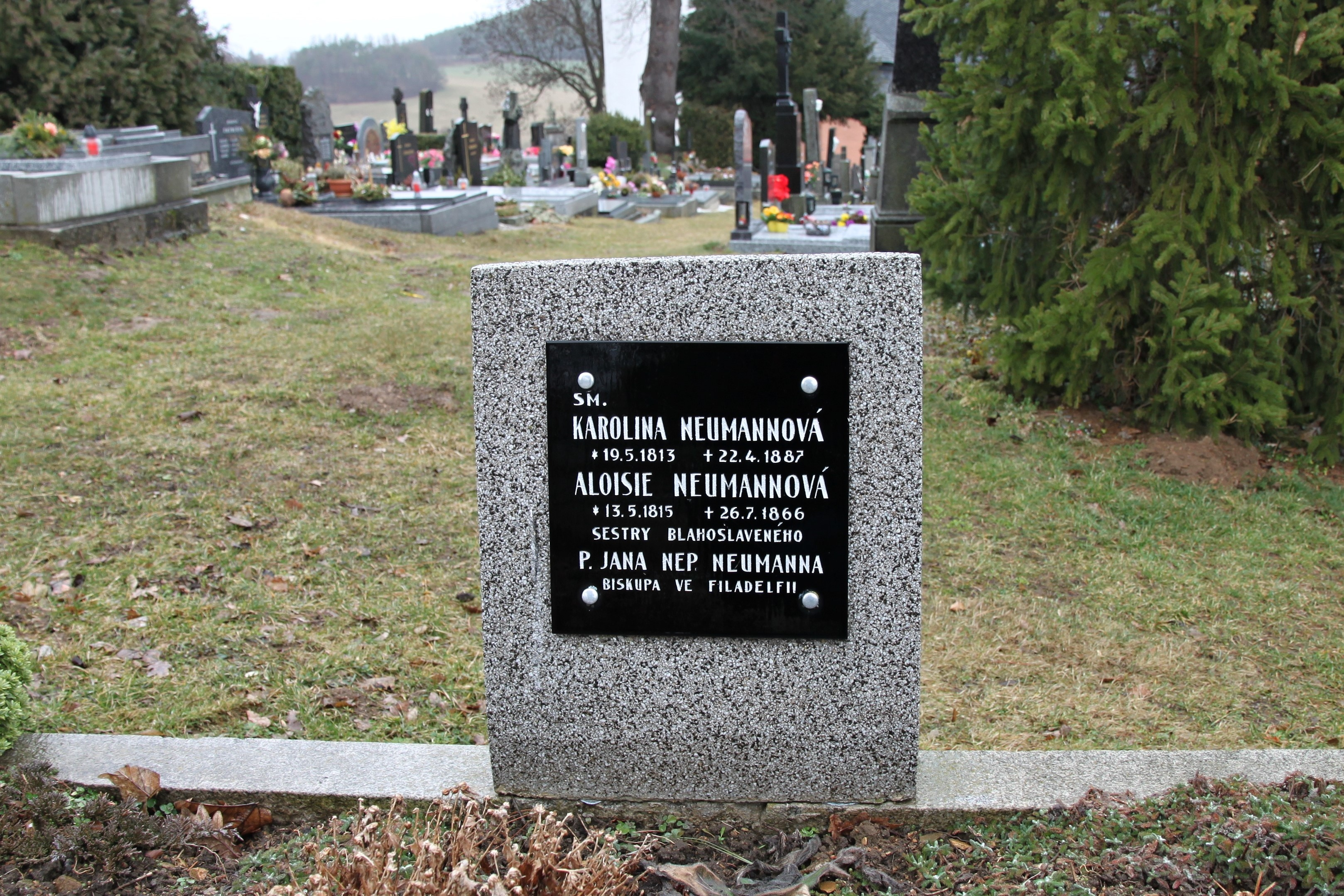
Náhrobek Karolíny a Aloisie Neumannových, sester sv. J. N. Neumanna, v Prachaticích
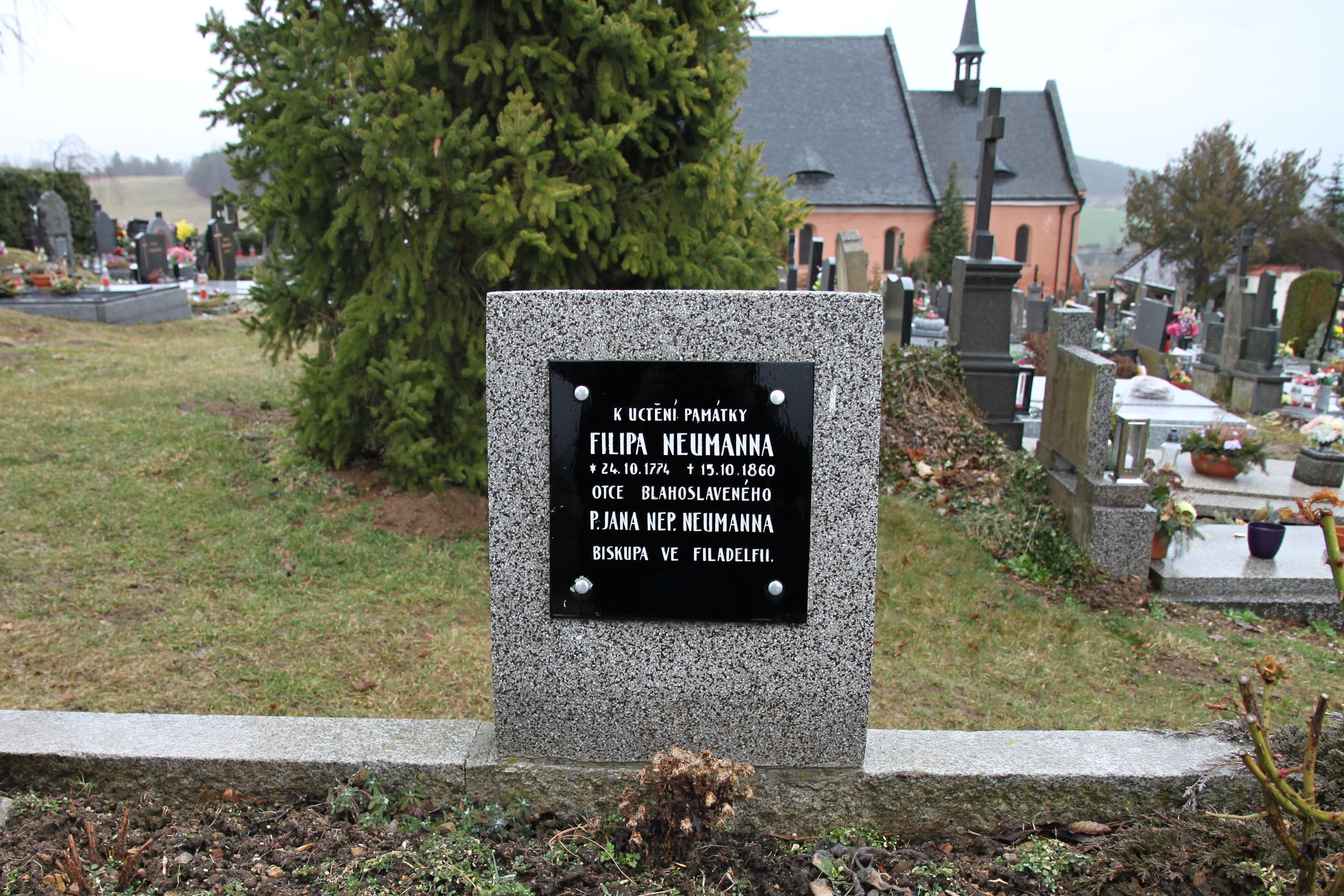
Uctění památky Filipa Neumanna, otce sv. J. N. Neumanna, Prachatice